# کمیسیون ورزشی استرالیا
کمیسیون ورزشی استرالیا آژانسی دولتی است که مسئول تخصیص بودجه و ارائه کمک‌ها و هدایت‌های راهبردی در زمینه فعالیت‌های ورزشی است.
این کمیسیون متشکل از اسپورت استرالیا و مؤسسه ورزش استرالیا است که برند و هویت اولی را در نظر گرفته است.
ASC توسط هیئت کمیسرانی که توسط وزیر ورزش منصوب می شود اداره می شود. هیئت مدیره جهت کلی ASC را تعیین می کند، در مورد تخصیص منابع و خط مشی برای تصمیمات تفویض شده تصمیم می گیرد و در مقابل وزیر ورزش پاسخگو است.
ASC شامل؛ ورزش استرالیا - مسئول هدایت بخش گسترده‌تر ورزش از جمله مشارکت، حمایت از فعالیت‌های مرتبط با رشد صنعت ورزش و ورزش، و موسسه ورزش استرالیا (AIS) - رهبری سیستم ورزشی با عملکرد بالا ما را بر عهده دارد.